# Cob d'Upemba
El cob d'Upemba (Kobus anselli) és una espècie d'antílop que només viu a les zones humides d'Upemba, a la República Democràtica del Congo. Fou descrit el 2005, després d'analitzar trenta-cinc espècimens de museu recollits el 1926 i el 1947-8. Anteriorment no se li havia parat atenció a causa de la seva semblança amb el cob lichi (K. leche), especialment la subespècie del cob lichi negre (K. l. smithemani). Fou anomenat en honor del mastòleg britànic William Frank Harding Ansell.